# Черниговский, Дмитрий Егорович
Дмитрий Егорович Черниговский (20 июля 1962, Ангарск, Иркутская область — 1 февраля 2001, Санкт-Петербург) — актёр, киновед, искусствовед, продюсер и телеведущий.

## Биография
Родился 20 июля 1962 года в Ангарске Иркутской области.
В 1986 году окончил киноведческое отделение ВГИКа. Ещё будучи студентом, снялся у американского режиссёра Марвина Чомски в мини-сериале «Пётр Великий» вместе с такими звездами, как Максимилиан Шелл, Ян Никлас, Ханна Шигулла и Омар Шариф.
В 1990 году блистательно исполнил роль Алёши Карамазова в картине «Мальчики» режиссёров Рениты и Юрия Григорьевых.
Увлекшись теологией, поступил в Свято-Владимирскую семинарию в Нью-Йорке (США). В начале 1990-х занимался религиозной философией в одной из американских духовных академий. Вернувшись в Москву, собирался защищать диссертацию под руководством Сергея Аверинцева.
В качестве кинокритика Черниговский публиковал многочисленные статьи в таких журналах как «Советский Экран», «Искусство кино», «Неделя», «Спутник кинозрителя». Вел передачи на телеканале «Российские университеты».
Дмитрий организовал и возглавил институт «Зимний сад», а также являлся руководителем программы «Приношение Бунину», направленной на исследование творчества писателя. Благодаря его усилиям в 1993 году в Париже на доме, где жил Бунин, была установлена мемориальная доска, а несколько лет спустя к 125-летию со дня рождения Ивана Алексеевича проведена первая Международная Бунинская конференция. В планах были памятник писателю в Москве, документальный фильм о нём и создание Бунинского Научного центра.
В 2000 году в серии «Жизнь замечательных людей» вышла книга Михаила Рощина «Иван Бунин». А в приложении к ней Черниговским впервые опубликованы сенсационные документы — секретные материалы из архива службы внешней разведки и архива внешней политики РФ.
В этом же году Дмитрий был принят в Союз кинематографистов России. Ещё одним его значимым проектом была выставка «Парад наций», посвященная малым народностям, живущим на территории России.
В последние годы жизни являлся помощником депутата Государственной Думы РФ Светланы Горячевой.
Дмитрий Черниговский был убит на 39-м году жизни в Санкт-Петербурге 1 февраля 2001 года. Похоронен в Ангарске.

## Фильмография
| Год  |     | Название                                | Роль             |
| ---- | --- | --------------------------------------- | ---------------- |
| 1983 | ф   | Экзамен на бессмертие                   | эпизод           |
| 1984 | мтф | Гостья из будущего                      | эпизод           |
| 1986 | мтф | Пётр Великий                            | Михаил Меньшиков |
| 1990 | ф   | Мальчики                                | Алёша Карамазов  |
| 1994 | ф   | Полицейская академия 7: Миссия в Москве | Dapper man       |